# ハヤシヒロユキ
ハヤシ ヒロユキ（1978年8月8日 - ）とは、日本のミュージシャンである。ロックバンド、POLYSICSのヴォーカリスト兼ギタリスト、フロントマン。同バンドの大半の楽曲の作詞・作曲を手掛ける。「ハヤシ」の名前でも活動している。血液型はA型。

## 来歴
1978年8月8日、東京都に生まれ新宿区落合で育つ（両親は山形県酒田市出身）。両親と姉の4人家族で、両親はハヤシが生まれた年にクリーニング店を開業している。幼少期は外で遊ぶのが好きではなく、クリーニング店のチラシの裏に仮面ライダーや怪獣の絵を描いて遊んでいたという。小学5年生の時、姉が聴いていた筋肉少女帯の曲「元祖高木ブー伝説」に興味を持つ。それからラジオ番組『大槻ケンヂのオールナイトニッポン』で流れた有頂天や、姉の聴いていたアンジー、レピッシュ、UNICORNを聴くようになる。さらにそれらのバンドが影響を受けたクラフトワークやP-MODELなども聴き始めた。中学生の時には姉のお下がりのギターで同級生とバンド「コアラ盛り合わせ」を結成。オリジナルの曲でアルバム2枚を作った。
中学卒業後、推薦入試で東京都立四谷商業高等学校情報処理科に進学。小学校からの同級生3人と「リズムミンチ」を結成した。人生のように楽器が弾けなくてもできるバンドを意識し、ステージ上で突然サッカーや相撲を始めるといったパフォーマンスもしていた。しかし進学を期に活動を「凍結」（P-MODELを真似した）。ヴォーカルがそのまま辞めることになり、残ったサコ、カワベと3人でPOLYSICSを結成した。高校卒業後は専門学校東京コンセルヴァトアール尚美電子音楽科に入学。ハヤシは、POLYSICSの活動、アルバイトと並行して、1年間はちゃんと学校に行っていたと述懐している。POLYSICSは1997年3月4日、東京・歌舞伎町のライブハウス「新宿JAM」で初ライブを行い、1999年、UKプロジェクト主宰の「DECKRECK RECORDS」から1stアルバム『1st P』をリリース。2000年、メジャーレーベルのキューンレコードに移籍した。
2003年、POLYSICSのオールナイトイベント「CLUB EPOCH!」で披露して以降、「DJハヤシ」として、たびたび「ROCK IN JAPAN FESTIVAL」「COUNTDOWN JAPAN」などロック・フェスティバルやイベントのDJブースに出演。「宴会芸」をプレイスタイルとして掲げ、2012年に4都市、2014年に7都市を回るツアーを開催している。

## 人物
シンセサイザーは、コルグの「POLYSIX」、「microKORG」の他、「KingKORG」、MFB「NANOZWERG」などを使用していると、2013年にCINRAのインタビューで答えている。その後、ソフトウェアシンセサイザーが楽曲制作の中心になったが、2019年にリリースされたPOLYSICSのスタジオ・アルバム『In The Sync』制作時に再びハードシンセサイザーに戻した。
ハヤシは小学生の時の筋肉少女帯の楽曲との出会いについて、「コミックソングのようで、実はすごくパンクなメッセージが込められているな、って感じた」と話し、そこから音楽中心の生活になったと2013年にCINRAのインタビューで語っている。また、初めて買ったCDは同バンドのスタジオ・アルバム『サーカス団パノラマ島へ帰る』（1990年）であった。POLYSICS結成後に影響を受けていくことになるアメリカのバンドディーヴォについては、「初めて筋肉少女帯を聴いたときと同じように、『様式美に陥ったパンクロックなんかよりも、よっぽどパンクなんじゃないか』と感じた」と話す。2017年のオリコンミュージックのインタビューでは両バンドについて「既存のロックのスタイルをぶち壊して、シニカルなこともユーモアを交えて伝えてる」ことにパンクを感じたと語っている。また、中高生の時に聴いたシンセサイザーを用いた電子音楽、クラブ・ミュージックにも興味が湧いたとも話している。
同じレーベルに所属する電気グルーヴの好きなアルバムで『VITAMIN』を挙げている。
自らが偏愛する食べ物を歌った楽曲に盛り込んだミニ・アルバム『HEN 愛 LET'S GO!』をPOLYSICSから2015年にリリースしている。炭酸飲料「ドクターペッパー」や魚肉ソーセージ「ホモソーセージ」（丸善製造）、ラスポテトや伊達巻、タンメンなどへの愛を歌っている。一番の好物はラーメン。幼い頃から好きだったが、映画『タンポポ』に衝撃を受け、さらにハマるようになった。
小学生の頃から特撮、特にウルトラマンや仮面ライダー、スーパー戦隊シリーズが好き。POLYSICSのミニアルバム『HEN 愛 LET'S GO! 2 ～ウルトラ怪獣総進撃～』は円谷プロダクションが全面協力の下、ゴモラやバキシム、クレージーゴンなどウルトラ怪獣の曲を制作している。

## 出演
テレビ番組
- NEU!!!! - 2006年9月 - 2007年3月（スペースシャワーTV）

ミュージック・ビデオ
- サイプレス上野とロベルト吉野「やってやるって」（2015年）[24]
- ゆるめるモ!「はみだしパラダイス」（2016年）[25]

## ディスコグラフィ

### 参加作品
- J
  - Twisted dreams（リミックス参加、2002年）
- 大槻ケンヂ
  - 少年、グリグリ眼鏡を拾う（編曲、2002年）
- THE SWITCH TROUT
  - ミサイル（P-MODEL）（ヴォーカル参加、2003年）
- BUCK-TICK
  - DADA DISCO -GJTHBKHTD-（プログラミング参加、2014年）
- ケラ&ザ・シンセサイザーズ
  - アルバム『BROKEN FLOWER』（ゲストギタリスト、2015年）[26]
- ヒゲドライバー
  - NO PARTY, NO PARTY feat.ハヤシ（POLYSICS）（2017年）[27]
- フルカワユタカ
  - インサイドアウトとアップサイドダウン feat.ハヤシヒロユキ（POLYSICS）（2018年）[28]
- V.A.
  - YMO REMIXES TECHNOPOLIS 2000-00（イエロー・マジック・オーケストラのリミックスアルバム）
    - 磁性紀～開け心 JISEIKI-HIRAKE KOKOLO (Good-Bye Bus Mix)（リミックス参加、2000年）

  - GREATFUL SOUND ～tribute to "BECK" （漫画『BECK』のトリビュートアルバム）
    - Let's GROOVE or die / BERATREK with Poly-1 from POLYSICS（2002年）

  - 感覚ピエロ「O・P・P・A・I Remixes」（配信限定）
    - O・P・P・A・I（リミックス参加、2019年）[29]

### 提供作品
- HALCALI
  - サイボーグ俺達（作詞・作曲、2007年）
- 私立恵比寿中学
  - Another Day（作曲:ハヤシ、フミ、編曲、2013年）[30]
- ゆるめるモ!
  - Hamidasumo!（作詞・作曲、2015年）[31]
  - 不意打て!!（作詞・作曲・編曲、2015年）[31]
  - デテコイ!（作詞・作曲・編曲、2017年）[32]
  - しんぼりくむ れすぽんす する（作曲・編曲、2017年）[33]
  - Here!（作詞・作曲・編曲、2020年）[34]